# Nigel Stock (Bischof)

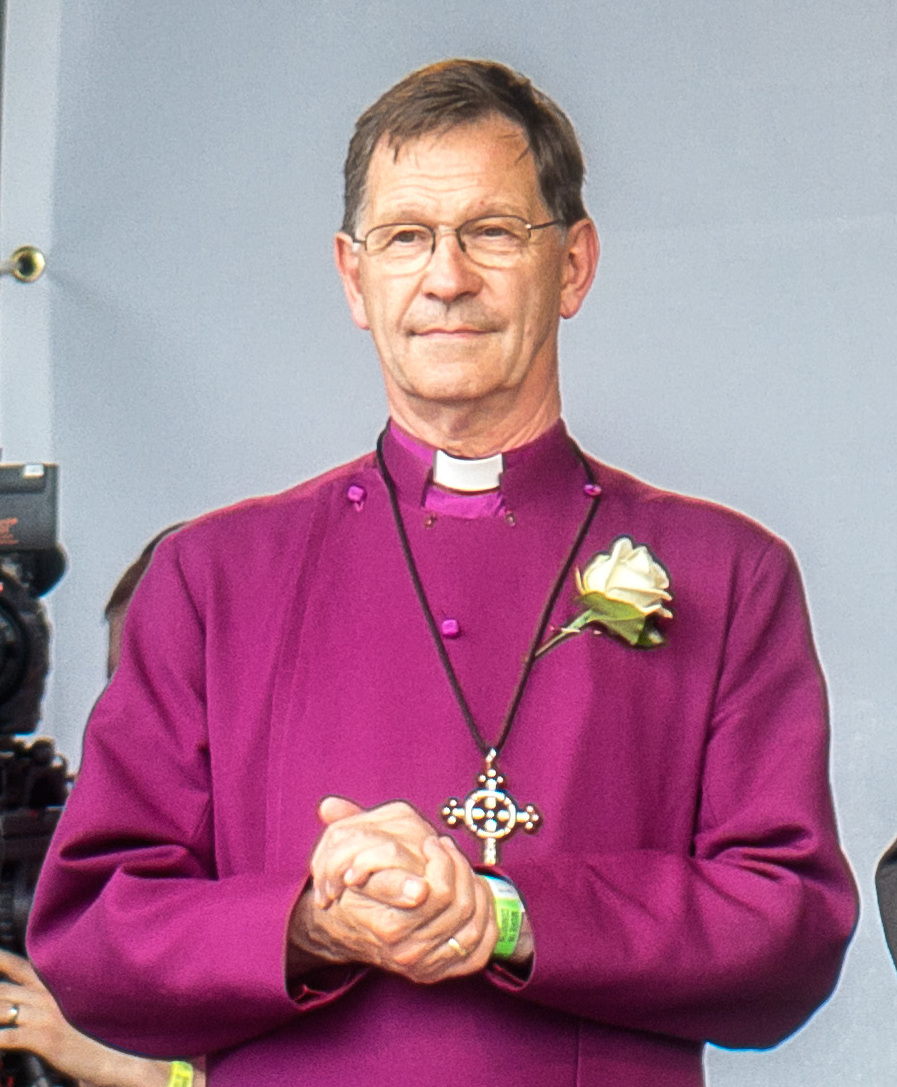
Nigel Stock (Bischof)

William Nigel Stock (* 29. Januar 1950 in Newcastle upon Tyne) ist ein britischer anglikanischer Theologe. Er war von 2007 bis Ende September 2013 Bischof der Diözese St. Edmundsbury und Ipswich in der Church of England sowie von 2013 bis zu seinem Ruhestand 2017 Bischof in Lambeth (Bishop at Lambeth).

## Leben
Stock wuchs in seiner Geburtsstadt Newcastle upon Tyne auf. Er studierte Theologie an der St Cuthbert's Society, dem drittältesten College der University of Durham. Zur Vorbereitung auf das Priesteramt besuchte er das Ripon Hall College in Cuddesdon, in der Nähe von Oxford.
1976 wurde er zum Diakon geweiht, 1977 folgte die Weihe zum Priester. Seine erste Pfarrstelle übernahm er von 1976 bis 1979 als Vikar (Curate) an der St. Peter's Church in Stockton-on-Tees in der Diözese Durham. Von 1979 bis 1984 war er Pfarrer (Priest-in-Charge) an der Pfarre St Peter’s in Taraka, in der Diözese von Aipo Rongo in Papua-Neuguinea. Von 1985 bis 1991 war er Pfarrer (Vicar) an der St Mark Church in Shiremoor in der Diözese Newcastle. 1991 wurde er Dekan (Team Rector) von North Shields, 1992 zusätzlich Landdekan (Rural Dean) von Tynemouth; beide Ämter übte er bis 1988 aus. Gleichzeitig war er von 1997 bis 1998 ehrenamtlicher Domgeistlicher (Honorary Canon) an der Kathedrale von Newcastle. Von 1998 bis 2000 war er Domherr mit Residenzpflicht (Canon Residentiary) an der Kathedrale von Durham; gleichzeitig war er von 1999 bis 2000 Universitätskaplan (Chaplain) am Grey College der Universität Durham. 
2000 wurde er zum Suffraganbischof von Stockport in der Diözese Chester ernannt; dieses Amt übte er bis 2007 aus. Im Mai 2007 wurde er, als Nachfolger von Richard Lewis, zum Bischof von St Edmundsbury und Ipswich ernannt.  Sein Amt trat er im Herbst 2007 offiziell an. Ende September 2013 schied er aus diesem Amt aus. Im Oktober 2013 wurde er Bischof in Lambeth (Bishop at Lambeth). In dieser Funktion war er direkter Mitarbeiter des Erzbischofs von Canterbury, Justin Welby. Stock unterstützte in dieser Funktion die Arbeit des Erzbischofs im  House of Bishops, in der Generalsynode der Church of England und im Archbishop's Council. 2014 übernahm er zusätzlich die Ämter des Bishop to the Forces und des Bischofs des Parish of the Falkland Islands.
Stock übte außerdem mehrere kirchliche Aufgaben und Ehrenämter aus. Seit 1986 ist er Bevollmächtigter (Commissary), des Erzbischofs von Papua-Neuguinea. Er ist Mitglied des Appointments Committee der Generalsynode der Church of England. Ehrenamtlich unterstützt er den Royal Agricultural Benevolent Fund, welcher in Not geratenen Landwirten finanzielle Hilfe gewährt.
Im März 2017 kündigte Stock an, im selben Jahr in den Ruhestand zu gehen und das Amt des Bischofs in Lambeth abzugeben.

## Mitgliedschaft im House of Lords
Stock wurde 2011 nach dem Grundsatz der Anciennität als nächst dienstältester Bischof der Church of England als Geistlicher Lord Mitglied des House of Lords. Er trat im House of Lords die Nachfolge von John Saxbee, dem Bischof von Lincoln, an. Seine offizielle Einführung im House of Lords erfolgte am 8. März 2011. Ende September 2013 schied er, aufgrund seiner Berufung zum Bischof in Lambeth, aus dem House of Lords aus.

## Wirken in der Öffentlichkeit
Im Januar 2010 weihte Stock, auf einer eigens zu diesem Anlass aufgestellten Plattform in 150 Fuß Höhe, das neu restaurierte Deckengewölbe der Kathedrale von St Edmundsbury in Bury St Edmunds, Suffolk.
Stock gehört neben Martyn Jarrett, Michael Langrish, John Richard Packer, Michael Francis Perham und Alan Smith zu der Gruppe von zehn anglikanischen Bischöfen, die sich für die Alternative Vote bei der Wahl der Mitglieder des House of Commons und somit für die Reform des ausschließlichen Mehrheitswahlrechts aussprachen.

## Privates
Stock ist mit seiner Ehefrau Carolyne verheiratet und Vater von drei Töchtern. Zu seinen Freizeitaktivitäten und Hobbys zählt Stock Lesen, Spazierengehen, Fotografieren und Reisen. Sein besonderes Interesse gilt außerdem den Gebieten Geschichte und Kunst. Er ist Anhänger des Fußballclubs Newcastle United.